# سيلسو دانيال
سيلسو دانيال (بالبرتغالية: Celso Daniel‏) هو مهندس برازيلي، ولد في 16 أبريل 1951 في سانت أندري في البرازيل، وتوفي في 2002 في Juquitiba ‏ في البرازيل.